# میلان باچی
میلان باچی (آلبانیایی: Millan Baçi؛ زادهٔ ۳ نوامبر ۱۹۵۵) بازیکن و مربی فوتبال اهل آلبانی بود.
از باشگاه‌هایی که در آن بازی کرده‌است می‌توان به باشگاه فوتبال تیرانا اشاره کرد.
وی همچنین در تیم ملی فوتبال آلبانی بازی کرده‌است.